# Anastasia Chebotareva
Anastasia Chebotareva ou Tchebotariova né en 1972 est une violoniste russe.

## Biographie
Anastasia Chebotareva est diplômée de l'École centrale de musique de Moscou, dans la classe du professeur Irina Bochkova, et du Conservatoire de Moscou. Elle a fait ses débuts internationaux à l'âge de dix-sept en tant que lauréate du Concours International Paganini à Gênes (Italie).
Premier Prix du Concours Tchaïkovski, Anastasia Chebotareva fit diffuser son premier concert en 1990 avec la BBC à Londres. En 1991, elle obtient le Premier Prix au Festival international Juventus, et, en 1992, le Premier Prix et Prix spécial au Concours International Rodolfo Lipizer (Italie). Depuis lors, elle a joué comme soliste avec des orchestres éminents russes et européens tel que l'Orchestre symphonique Tchaïkovski dirigé par Vladimir Fedosseïev, l’Orchestre philharmonique de Saint-Pétersbourg dirigé par Iouri Temirkanov, l'Orchestre de chambre de Vienne.
Anastasia Chebotareva s'est produite comme soliste dans le monde entier. Au Royal Albert Hall (Londres), Beethoven Hall à Bonn, Konzerthaus à Vienne et Brucknerhaus (Autriche), au Palais de la Musique à Athènes, Tokyo Metropolitan Art Space Hall et le Tokyo Opera City ainsi que dans les grandes salles du Conservatoire de Moscou, du philharmonique de Saint-Pétersbourg et du Saint George Hall du Palais du Kremlin.
En plus de ses activités de tournées, Anastasia Chebotareva effectue également des concerts de bienfaisance et mène des classes de maître. Elle est actuellement professeur au Conservatoire de Moscou et à l'université privée Kurashiki Sakuyo University, au Japon.
Anastasia Chebotareva vit actuellement au Japon.

## Discographie
Accompagnée par Igor Poltavtsev au piano
- 2000 : Carmen Fantaisie (Œuvres de Sarasate, Bazzini, Bloch, Kreisler, Wieniawski, Massenet, Krol[Qui ?], Tchaikovski, Ponce)
- 2001 : Souvenir de Moscou (Œuvres de Wieniawski, Tchaikovski, Rachmaninov)

- 2002 : Andaluza con Pasion, avec D. Illarinov à la guitare
- 2002 : Arco, avec T.Iwashiro - piano et direction
- 2003 : Concertos pour violon, avec le Russian ASO (Œuvres de Tchaikovski et Mendelssohn)
- 2004 : Tema d'Amore (musique de film)
- 2005 : Anastasia Valse des Fleurs, avec Peter Laulau au piano